# 藤崎朋之

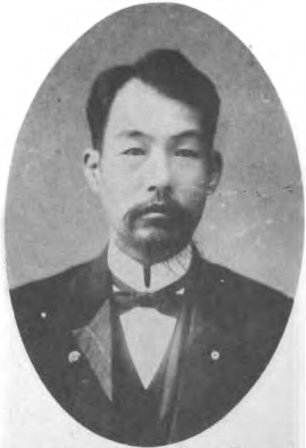
藤崎朋之

藤崎 朋之（ふじさき ともゆき、万延元年5月21日（1860年7月9日） – 大正11年（1922年）4月21日）は、日本の政治家。衆議院議員（無名倶楽部→立憲国民党）、高知市長。

## 経歴
土佐国土佐郡旭村（現在の高知県高知市）出身。東京に出て法学を学び、1885年（明治18年）から弁護士を開業した。また自由党の機関紙「土陽新聞」の社長に就任し、自由党代議士片岡健吉を支えた。
旭村村会議員、同村長、土佐郡会議員、郡参事会員を歴任。その後県会議員に選ばれ、副議長を経て、1897年（明治30年）に議長に就任した。当時、高知県の自由党は都市部を地盤とする中央派と地方を地盤とする郡部派が対立していたが、高知市の青年を集めて肝胆会という組織を結成し、中央派の首領格となった。その後、自由党の後身の立憲政友会では伊藤博文の総裁独裁制に反対して、高知出身の旧自由党員が集団離党し、藤崎もまた離党した。
1904年（明治37年）、第9回衆議院議員総選挙に出馬し、当選。その後、郡部派は政友会に復党したものの、藤崎ら中央派はこれに反対した。1910年（明治43年）の補欠選挙に立憲国民党より立候補して再選された。
また1906年（明治39年）から1917年（大正6年）まで高知市長を務めた。